# Emilián
Az Emilián férfinév a latin Aemilianus nemzetségnévből ered.   Női párja: Emiliána.

## Rokon nevek
Emil

## Gyakorisága
Az 1990-es években szórványos név, a 2000-es években nem szerepel a 100 leggyakoribb férfinév között.

## Névnapok
- március 10.[2]
- szeptember 11.[2]
- november 12.[2]

## Idegen nyelvi változatai
- Emiliano (olasz)

## Híres Emiliánok
- Emiliano Zapata, a mexikói forradalom egyik legjelentősebb vezéralakja